# نيل براون (سياسي)
نيل براون (بالإنجليزية: Neal Brown)‏ هو شخصية أعمال ومحامي وسياسي أمريكي، ولد في 24 فبراير 1861، وتوفي في 18 سبتمبر 1917. حزبياً، نشط في الحزب الديمقراطي. وقد انتخب عضو جمعية ولاية ويسكونسن.